# Магомедов, Шамиль (волейболист)
Шамиль Магомедов (14 января 1988, Махачкала) — российский волейболист.

## Биография
Шамиль Магомедов родился в Махачкале 14 января 1988 года.

## Спортивная карьера
Воспитанник дагестанской РДЮСШ по игровым видам спорта. Выступал за махачкалинский «Каскад» на различных республиканских соревнованиях. За свою игру  неоднократно стиановился обладателем индивидуальных призов.

Был замечен скаутами на Волейбольном турнире памяти Магомеда Саидахмедова в Агвали. Выступал на позиции доигровщика. На высшем уровне сыграл два матча в 2011 году в составе подмосковной «Искры» (№ 13) и калининградского «Динамо-Янтарь» (№ 8): 12 февраля и 5 марта в матчах против «Урала». Также дважды находился в заявке.

## Семья
Родом из села Тисси Цумадинского района.